# 圣吉姆-德弗雷克萨内特
圣吉姆-德弗雷克萨内特（西班牙語：San Guim de Freixanet）是西班牙加泰罗尼亚莱里达省的一个市镇。 总面积25平方公里，总人口1009人（2001年），人口密度40人/平方公里。